# Stanislaus Poniatowski (Großkämmerer)

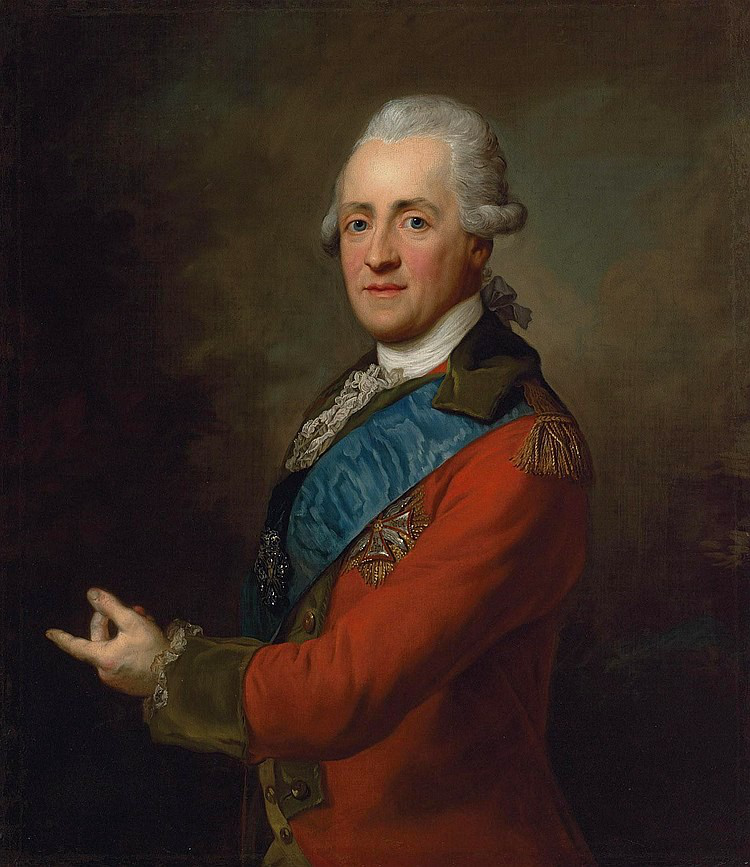
Fürst Stanisław Poniatowski, Porträt von Johann Baptist von Lampi

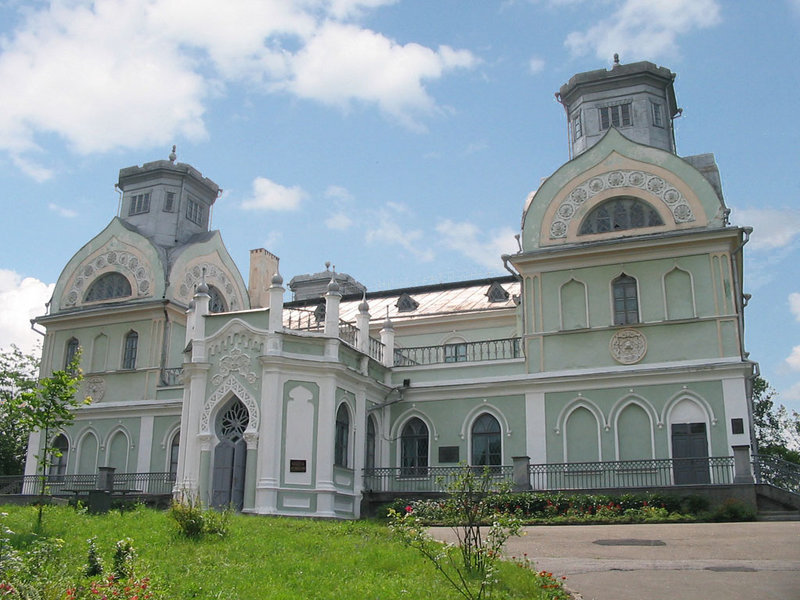
Poniatowski-Palast von 1789 in Korsuń (2004)

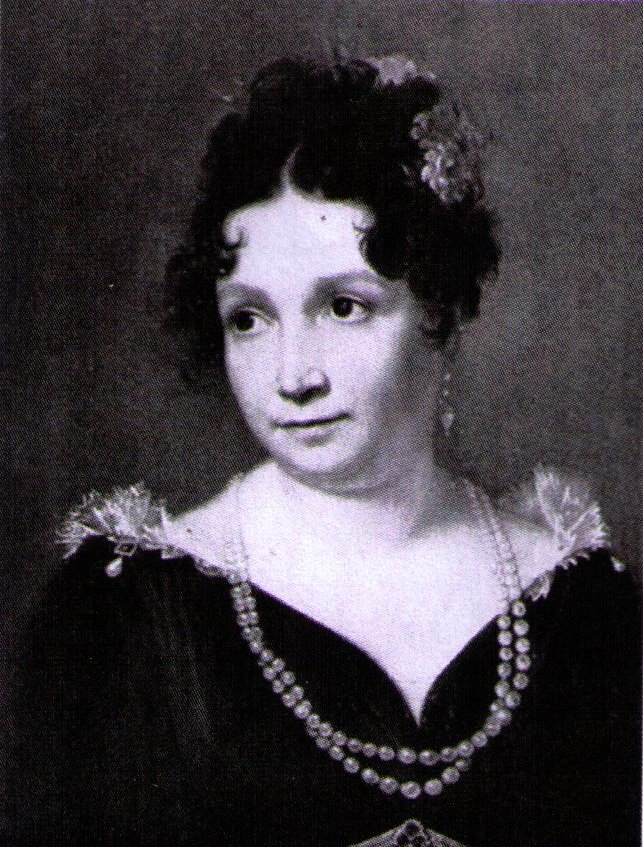
Cassandra Luci (ca. 1827)

Fürst Stanisław Poniatowski (* 23. November 1754 in Warschau; † 13. Februar 1833 in Florenz) war polnischer Generalleutnant und Großkämmerer von Litauen.

## Leben

### Herkunft
Stanislaw war ein Prinz aus dem polnischen Fürstengeschlecht Poniatowski. Seine Eltern waren der polnische General der Kronarmee, Fürst Kazimierz Poniatowski (1721–1800) und Apolonia Ustrzycka (1736–1814). Er war Neffe des letzten polnischen Königs Stanislaus II. August Poniatowski.

### Werdegang
Poniatowski war Senator des Sejm. Er war in die Ereignisse seiner Zeit durch die Nähe zum Königshaus natürlicher Weise eingebunden. So war er Mitglied der Konföderation von Targowica, seit 1784 Großkämmerer von Litauen und Kritiker der Verfassung vom 3. Mai 1791. Poniatowski war Starost in Podlachien, stand ebenfalls als Offizier in der polnischen Kronarmee, wo er bis in den Rang eines Generalleutnants beim Garde-Regiment zu Fuß avancierte.
Im Jahre 1773 erhielt er den Orden des Weißen Adlers, war ebenfalls Träger des Orden des Heiligen Andreas des Erstberufenen und trat 1797 auch dem russischen Großpriorat des Souveränen Malteserordens bei.
Poniatowski besaß einen Palast in Warschau in der Frascati-Straße, von wo aus er als ein Kunstmäzen, ein Förderer der Malerei und Sammler von Kunstgegenständen und Gemmen auftrat. Ebenfalls dort wohnte sein Freund, der polnische General und Gesandte Carl Friedrich Ernst von Cocceji. Ein weiterer Familiensitz befand sich seit 1789 in Korsuń, wo auch ausgedehnter Güterbesitz der Familie vorhanden war. 
Nach den Teilungen Polens emigrierte Poniatowski nach Rom und dann 1820 nach Florenz. 1830 veröffentlichte er einen Katalog mit der Zusammenfassung seiner Gemmen. Nach seinem Tod wurde die Sammlung bei Christie’s im Jahr 1839 verkauft und damit zerstreut.

### Familie
Poniatowski hatte mit Kassandra Luci di Tivoli (1785–1863) fünf natürliche Kinder, von denen die Söhne legitimiert wurden und 1847 bzw. 1850 eigene Erhebungen in den Grafen- bzw. Fürstenstand erfuhren.
1. Isabella Luci (1806–1896), ⚭I 1821 Graf Prospero Bentivoglio († 1821); ⚭ 1822 Graf Zanobi di Ricci († 1844); ⚭III Markgraf Filippo De Piccolellis
  1. Anna Maria di Ricci, ⚭ 1846 Graf Alexandre Colonna-Walewski (1810–1868)
2. Carlo Poniatowski (1808–1887), Graf von Monterotondo (1847), Fürst von Monterotondo (1850), ⚭ 1831 Elisa Napoleone Montecatini (1808–1893)
3. Costanza Luci (1811–1851); ⚭ Graf Daniele Zappi
4. Giuseppe Michele Saverio Francesco Giovanni Poniatowski (1816–1873), Graf von Monterotondo (1847), Fürst von Monterotondo (1850), Sänger und Komponist, Gesandter des Großherzogs der Toskana in Paris, London und Brüssel ⚭ 1834 Gräfin Matilda Perotti (1814–1875)
5. Michele Poniatowski di Monterotondo (1816–1864)